# Teatro africano de la Primera Guerra Mundial
El Frente africano de la Primera Guerra Mundial comprende varias campañas geográficamente distintas contra las colonias alemanas repartidas por África: Kamerun, Togolandia, África del Sudoeste Alemana y África Oriental Alemana y el Virreinato Otomano de Egipto, además de distintos levantamientos en las colonias africanas de Francia, Inglaterra, Italia y Portugal en diversas partes del continente, buena parte de ellos asociados al llamado a la yihad contra los países de la Entente proclamada por el sultán turco.

## Antecedentes
El Imperio británico y Francia, con casi completo control de los océanos del mundo, tenían la capacidad y los recursos para conquistar las colonias alemanas cuando estalló la guerra. La mayoría de las colonias alemanas en África no contaban con buenas defensas y estaban casi rodeadas por colonias de sus enemigos, Reino Unido, Francia, Bélgica y, más tarde en la guerra, Portugal. Por su parte el Imperio otomano acababa de perder el dominio de sus colonias de Cirenaica y Tripolitania a manos de Italia en la guerra ítalo-turca en 1912, aunque apoyaba la resistencia de los sanusíes en Fezán. La última colonia turca en África era Egipto, que sin embargo tenía la presencia de numerosas tropas británicas que custodiaban el canal de Suez.

## África Occidental

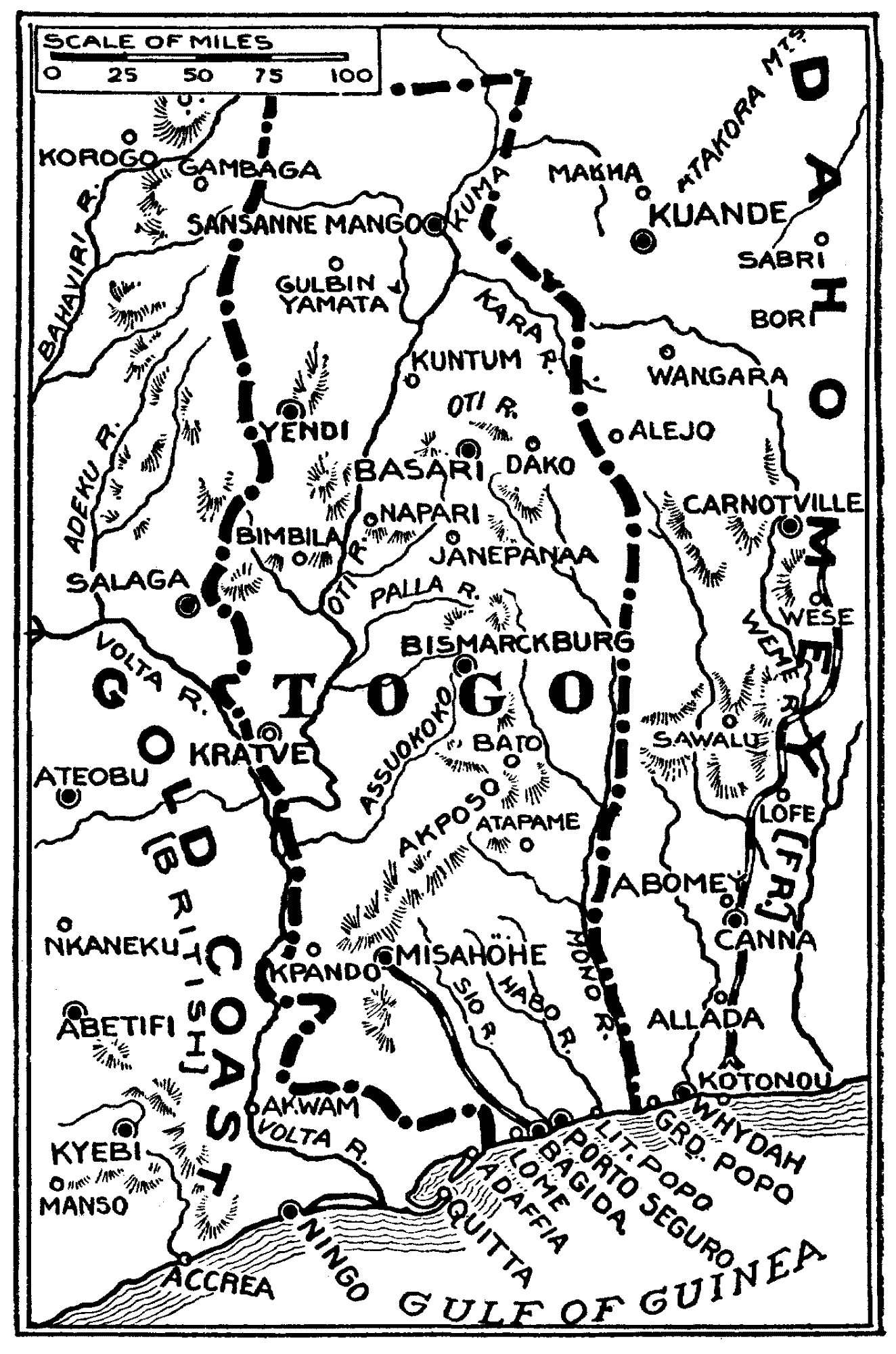
Campaña de Togolandia

La pequeña colonia de Togolandia (actual Togo y parte de Ghana), que no tenía fuerzas militares sino de policía, fue casi inmediatamente conquistada (26 de agosto de 1914) por fuerzas británicas procedentes de la Costa de Oro británica (actual Ghana) y una pequeña fuerza francesa de Dahomey.

 

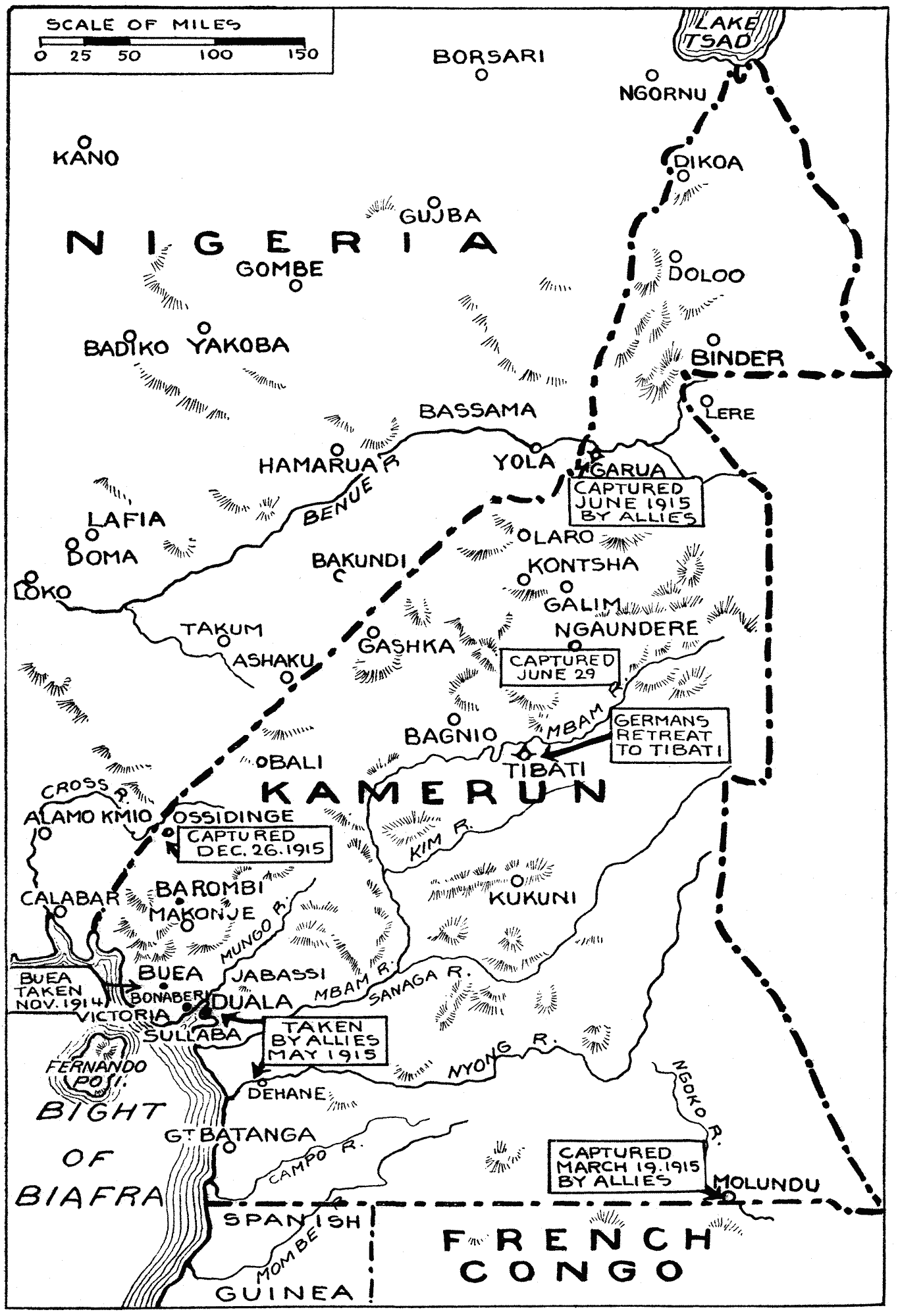
La campaña de Kamerun 1915

Las tropas alemanas en Kamerun (actual Camerún y parte del nordeste de Nigeria) (unos 1000 soldados alemanes y 3000 africanos) lucharon fieramente contra los invasores británicos procedentes de Nigeria (que tuvieron poco éxito), franceses desde Chad, y belga-franceses desde el Congo, que en septiembre conquistaron Limbe en la costa, y, con la ayuda de cruceros británicos y franceses conquistaron la capital colonial, Duala, en septiembre de 1914. El centro de la resistencia alemana fue entonces Yaundé, que fue atacada por los franco-belgas y capturada, pero el gobernador y muchos soldados se retiraron a la neutral Guinea Española. La lucha terminó con la rendición de las últimas fuerzas alemanas (Schutztruppe) en febrero de 1916 .
En Nigeria, en 1915, unos 600 rebeldes, armados con arcos y flechas, ocuparon Bussa, capturaron y mataron a la mitad de administración; los sobrevivientes huyeron del distrito. La rebelión causó pánico porque las autoridades británicas tenían muy pocas tropas. Una pequeña fuerza del ejército británico y la policía de Nigeria se trasladó a Bussa y se enfrentó a los rebeldes. Ningún soldado murió y solo se dispararon 150 tiros. Sabukki, uno de los cabecillas, huyó al cercano Dahomey francés y la rebelión fue sofocada. En 1918 ocurre un nuevo levantamiento antibritánico en Nigeria, esta vez en la región de Egba, que tomaron las armas y mataron a la administración local apoderándose de las localidades de Otite, Tappona, Mokoloki y Lalako. El 7 de junio, los británicos arrestaron a 70 jefes de Egba y dieron un ultimátum a los resistentes para que depusieran las armas. El 11 de junio, se trajo un grupo de soldados que regresaron del este de África y el 13 de julio, los rebeldes de Egba detuvieron las vías del tren en Agbesi y descarrilaron un tren. Otros rebeldes demolieron la estación de Wasimi y mataron al agente británico y atacaron al líder del distrito nororiental de Egba. Las hostilidades entre los rebeldes y las tropas coloniales continuaron durante unas tres semanas y el 10 de julio la rebelión había sido sofocada y los líderes asesinados o arrestados. 
En el África Occidental Francesa estalló la Guerra Volta-Bani que consistió en una rebelión anticolonial entre 1915 y 1917. Fue una guerra entre un ejército africano indígena, una coalición heterogénea de pueblos contra los franceses. En su apogeo en 1916, las fuerzas indígenas reunieron entre 15 000 y 20 000 hombres y lucharon en varios frentes. Después de aproximadamente un año y varios reveses, el ejército francés derrotó a los insurgentes y encarceló o ejecutó a sus líderes.

## África Suroccidental

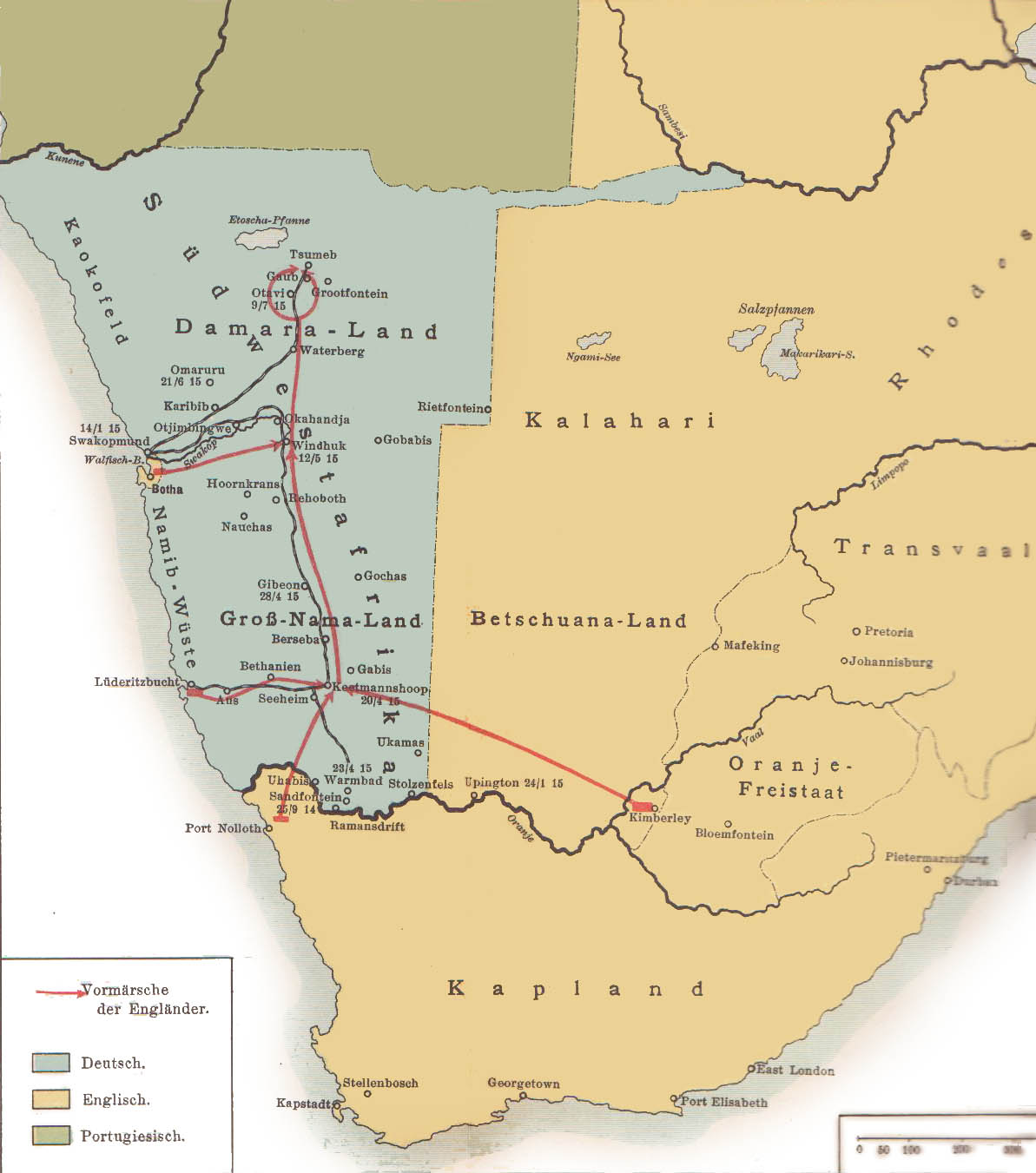
Campaña del Suroeste de África en 1915

África del Sudoeste Alemana (actual Namibia) era un árido territorio tras la desolada costa del desierto de Namib, la única población alemana de importancia estaba alrededor de la capital Windhoek en el interior. Alemania tenía 3000 soldados, y podía contar con el apoyo de la mayoría de los 7000 colonos varones adultos. Además, los alemanes tenían relaciones amistosas con los bóeres de la Unión Sudafricana, que habían luchado en una sangrienta guerra con Reino Unido doce años antes.
El primer ministro sudafricano Louis Botha informó a Londres que la Unión Sudafricana podía defenderse sola y que las fuerzas británicas podían partir para Francia; ambos gobiernos acordaron que los sudafricanos invadirían el África del Sudoeste Alemana. Mientras los líderes bóeres Jan Smuts y Louis Botha se ponían del lado británico y en contra de Christiaan Beyers y Christiaan De Wet, y se movilizaban las tropas en septiembre de 1914, unos 12 000 irritados bóeres se rebelaron (rebelión Maritz) y proclamaron la independencia de la República Sudafricana. En dos batallas en octubre, los rebeldes fueron derrotados, pero no fue hasta 1915 que fue sofocada la rebelión.

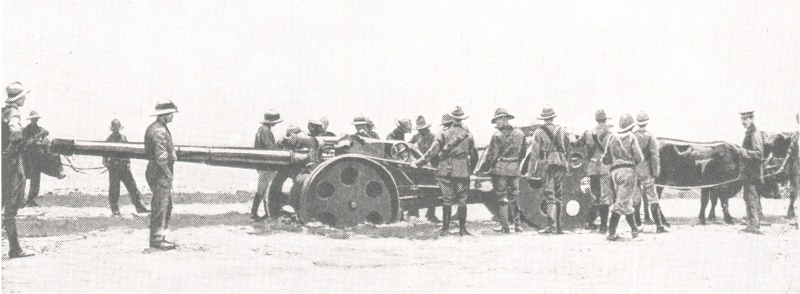
Cañón sudafricano en el desierto arenoso

 Un primer intento de invadir la colonia alemana fracasó en Sandfontein, cerca de la frontera con la colonia del Cabo, cuando el 25 de septiembre de 1914 los alemanes derrotaron a los invasores. En enero de 1915 Alemania pasó al ataque invadiendo Walvis Bay con éxito.
En marzo de 1915, suprimida la rebelión de Maritz, el general Smuts prosiguió entonces sus operaciones militares en el África del Sudoeste. Las tropas sudafricanas (unos 67 000 hombres) eran veteranas en combates y estaban acostumbradas a vivir en ese tipo de terreno. Cruzaron a caballo cientos de kilómetros de territorio vacío en cuatro columnas. El propio Botha mandaba la fuerza que recuperó Walvis Bay y que ocupó Swakopmund. Los alemanes trataron, sin éxito de detener el avance y Windhoek fue capturada el 12 de mayo de 1915. Las fuerzas alemanas quedaron arrinconadas en el norte, y tras la batalla de Otavi el 1 de julio, se rindieron en Khorab el 9 de julio de 1915. Sudáfrica gobernaría el sudoeste africano durante los siguientes setenta y cinco años.

## África Oriental Alemana

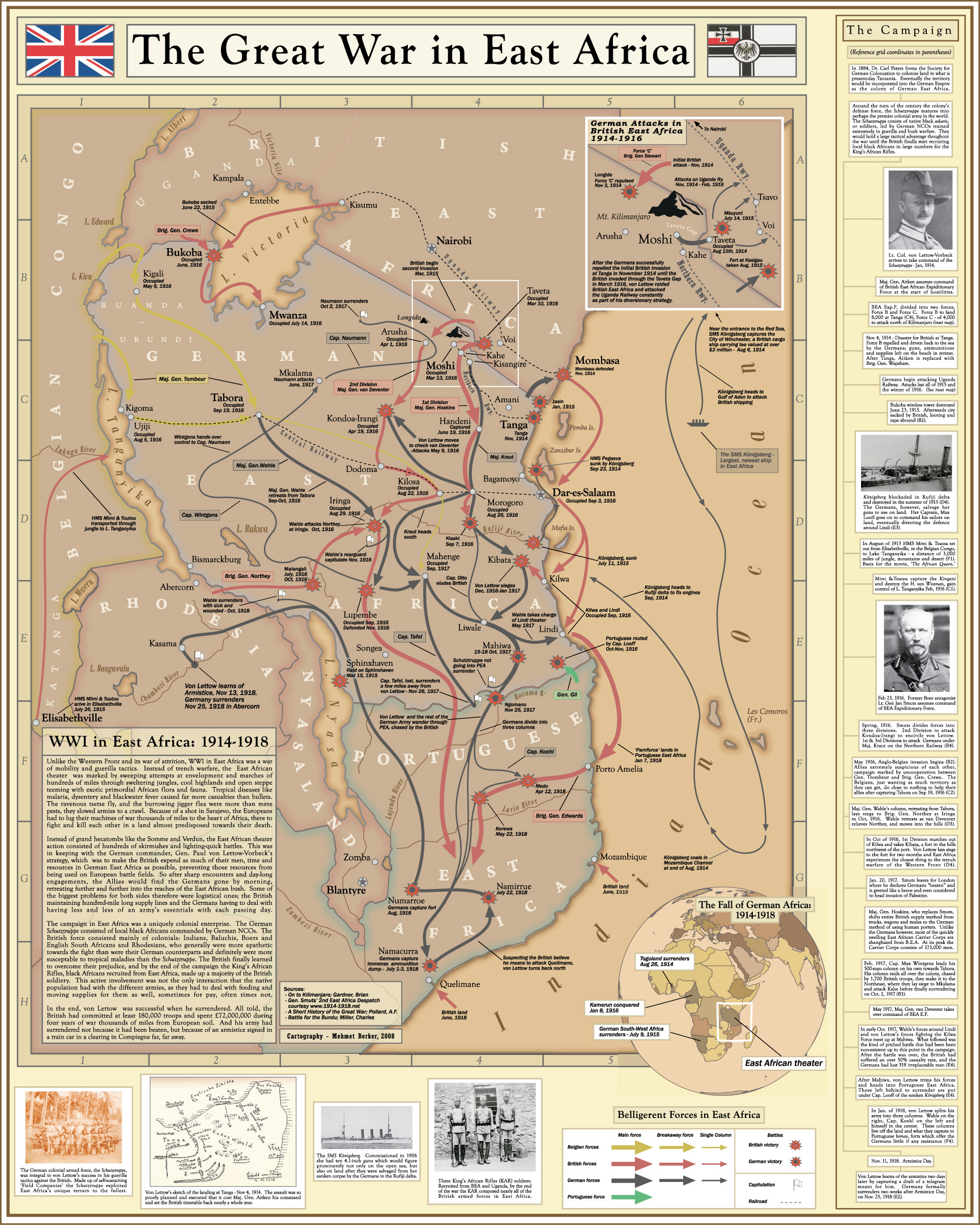
La guerra en el África Oriental Alemana

En el África Oriental Alemana (las actuales Tanzania, Burundi y Ruanda) los británicos fueron incapaces de someter a los defensores de la colonia a pesar de cuatro años de esfuerzos y decenas de miles de heridos.
Al comienzo de la guerra el gobernador alemán Heinrich Schnee y el gobernador británico del África Oriental, Sir Henry Conway Belfield, se manifestaron a favor del «Acta del Congo» de 1885 que preveía la neutralidad en caso de guerra en Europa. Pero el 5 de agosto de 1914, tropas británicas desde Uganda atacaron puestos alemanes en el lago Victoria y el 8 de agosto comenzó un ataque naval británico que bombardeó Dar es Salaam desde el mar. En respuesta, el comandante de las fuerzas alemanas en el Este de África, teniente coronel Paul von Lettow-Vorbeck, comenzó a organizar sus tropas para el combate. Las Schutztruppe alemanas en África Oriental consistían en 260 alemanes y 2472 askaris, parecidas a los dos batallones de los King's African Rifles británicos del África Oriental Británica. A mediados de agosto los 'askaris' alemanes iniciaron una serie de raids sobre Kenia y Uganda.
El 2 de noviembre, 8000 indo-británicos desembarcaron en Tanga mientras otros 4000 atacaban por la región del Kilimanjaro para capturar el ferrocarril de Usambara (3 de noviembre) y acabar reuniéndose. Aunque superadas 8:1 en Tanga y 4:1 en Longido, las Schutztruppe de Lettow-Vorbeck prevalecieron.

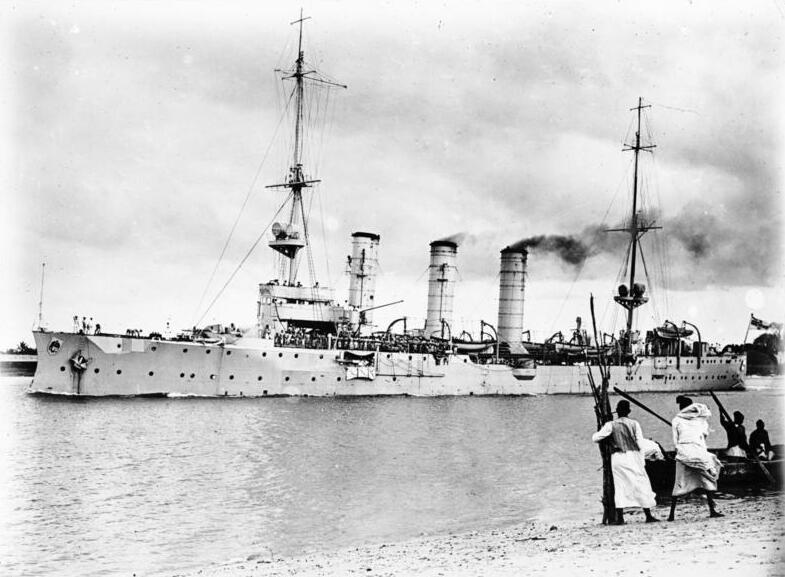
El crucero Königsberg.

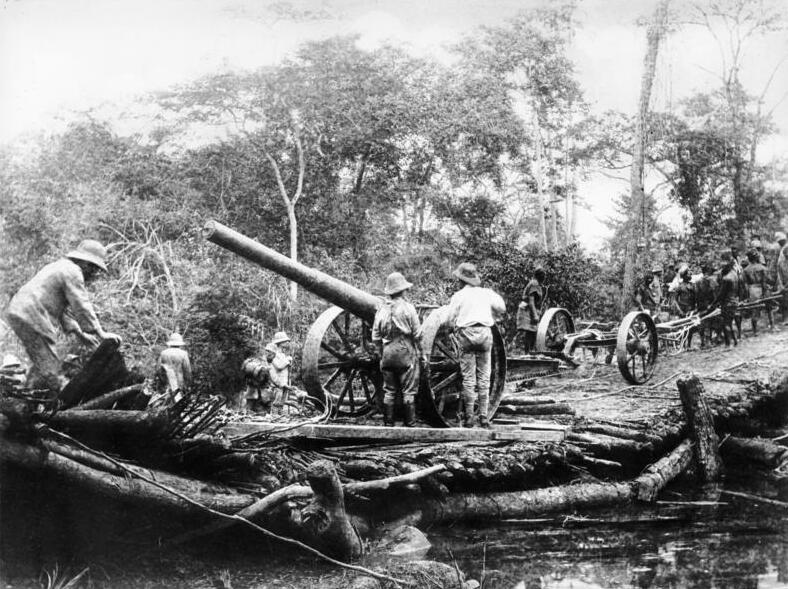
Las Schutztruppe con un cañón del Königsberg

En 1915 barcos británicos (transportados por tierra) y belgas se hicieron con el control naval del lago Tanganica; también lograron el control del lago Victoria. Los alemanes tenían un buque de guerra importante en el océano Índico cuando estalló la guerra el crucero ligero Königsberg que hundió al crucero británico Pegasus en Zanzíbar y se retiró al delta del río Rufiji, donde fue hundido por barcos británicos el 11 de julio. La tripulación y sus cañones de 10.5 cm fueron rescatados por las Schutztruppe.
En 1916 los británicos encargaron la tarea de derrotar a los alemanes al muy capacitado comandante bóer Jan Smuts con una amplia fuerza (unos 13 000 sudafricanos y rodesianos, incluyendo bóeres, así como 7000 indios y africanos. Por su parte Lettow-Vorbeck había reunido un ejército de 1800 alemanes y unos 12 000 askaris. Su conquista del África Oriental Alemana fue metódica y con moderado éxito. El principal ataque británico fue por el norte desde el África Oriental Británica, mientras otro contingente avanzaba por el sur desde el lago Malaui. Por su parte los belgas avanzaron por el oeste desde el Congo Belga. Hacia septiembre de 1916, las tropas británicas habían capturado la línea férrea alemana (de Dar es Salaam en el Índico a Ujiji en el lago Tanganica) y controlaban sólidamente el país al norte de dicha línea. Mientras la ‘Force Publique’ (tropas belgo-congolesas)comenzó su campaña el 18 de abril de 1916 al mando del general Charles Tombeur, marchó en tres columnas y, tras fuertes combates, conquistó la parte oeste de la colonia, incluyendo Ruanda, Burundi y la ciudad de Tabora. Sin embargo, el ejército de Lettow-Vorbeck no fue derrotado y permaneció activo mucho después de que Jan Smuts fuera sustituyendo sus tropas sudafricanas e indias por askaris del King's African Rifles, y partiera en enero de 1917 para incorporarse al ‘Gabinete Imperial de Guerra’ británico en Londres en 1917.

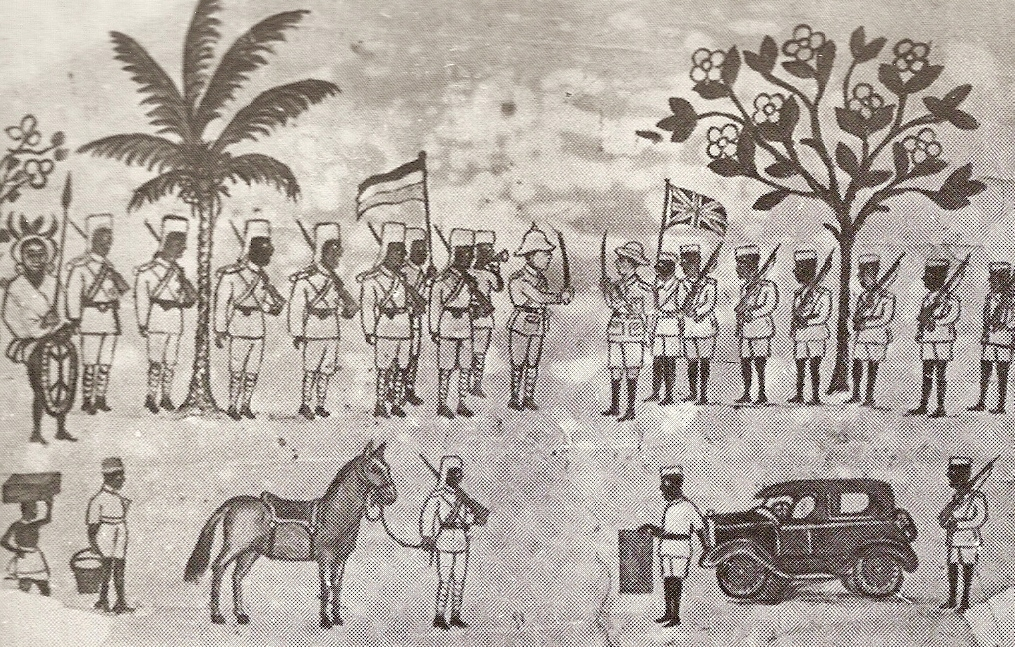
La rendición de Lettow a los británicos en Abercorn vista por un artista africano

Una ofensiva dirigida por otro sudafricano, el general Jacob van Deventer, fue lanzada en julio de 1917; el ejército alemán venció en la batalla de Mahiwa (octubre), pero el 23 de noviembre se introdujo en África Oriental Portuguesa para conseguir suministros capturando guarniciones portuguesas, y de nuevo en el África Oriental Alemana, terminando en Rodesia del Norte donde finalizó la guerra.
El pequeño ejército de Lettow-Vorbeck firmó el alto al fuego en el río Chambeshi el 14 de noviembre de 1918, tras recibir un telegrama de que Alemania había dejado de luchar el 11 de noviembre. La rendición formal tuvo lugar el 23 de noviembre en Abercorn. El ejército de Lettow-Vorbeck nunca fue vencido en batalla, y él fue recibido como héroe en Alemania.

## Norte de África
En el norte del continente el Imperio otomano intentó mediante la Yihad (guerra santa) alzar a los musulmanes contra los británicos, franceses e italianos. En el Virreinato Otomano de Egipto el Jedive (el Virrey turco) siguiendo al sultán turco que proclamó la yihad contra la Entente el 14 de noviembre, también apoyo a los Imperios Centrales y llamó a las armas contra los países de la Entente. Los británicos, por su parte movilizaron a sus tropas acantonadas en el Canal de Suez hacia el Cairo, tomaron control de la ciudad, depusieron al jedive (Virrey turco) Abbas II Hilmi, y lo sustituyeron por su tío Hussein Kamel el 19 de diciembre, así pusieron fin a la soberanía otomana, declarando la soberanía británica sobre Egipto. Los británicos tuvieron que hacer frente a la resistencia pro otomana de la población egipcia que tenía su base de operaciones en el poblado de Siwa y que no fue derrotada hasta 1917. En 1915 los británicos defendieron el canal de Suez contra el ataque turco-alemán a través del Sinaí que pretendía recuperar Egipto a la vez que los Sanusí invadían Egipto desde Cirenaica, recién liberada de los Italianos por los Sanusíes. En 1916 agentes otomanos intentaron convencer al sultanato de Darfur de unirse a la Yihad e invadir Egipto, según la inteligencia británica, el Sultán de Darfur decidió unirse a la Yihad para liberar Egipto, lo que se esgrimió como justificación para la invasión británica de Darfur en 1916.
Más al oeste, los habitantes de las zonas recientemente conquistadas o incautadas por las potencias europeas al Imperio Otomano, explotaron las condiciones inestables causadas por la guerra en Europa, para recuperar el control de sus tierras. Levantamientos tuvieron lugar en Marruecos y Níger contra los colonialistas franceses, algunos de los cuales duraron más tiempo que la Primera Guerra Mundial. En 1914 en Marruecos la retirada de gran parte de las tropas francesas significó la victoria de la Confederación Zayana en la batalla de El Herri con lo que recupero ciudades de Taza y Jenifra. La respuesta francesa para detener el avance Zayano fue una guerra defensiva donde las tropas galas hicieron una táctica de barricada viva en la que no avanzaban pero contenían los avances zayanos, a pesar del financiamiento y ayuda que realizaban Turquía y Alemania a la Confederación Zayana a través del Marruecos Español, éstos no lograron seguir recuperando territorio en los siguientes 4 años.
En el sur de Cirenaica el emir Sanusí en la ciudad oasis de Kufra, reconociéndose parte aún del Imperio otomano y siguiendo los dictámenes del sultán turco declaró la yihad contra los colonialistas de La Entente en octubre de 1914. En 1915 la entrada de Italia en la guerra y la retirada de buena parte del ejército italiano en Fezán, Cirenaica y Tripolitania para luchar en el frente austriaco, causó que los sanusíes experimentaran una serie de victorias que les permitieron recuperar todo Fezán y la mayor parte de Tripolitania y Cirenaica, dejando a los italianos relegados a ciertas ciudades en la costa. Este éxito motivó a los sanusíes a organizar campañas contra el Egipto ocupado por Reino Unido y contra el Túnez francés. El peligroso éxito de los Sanusí en Cirenaica, Tripolitania y Egipto llevó a la necesidad de que italianos y británicos organizaran la Campaña de los sanusíes.
En la cercana Argelia en 1915 se produce un levantamiento armado que fue liderado por los líderes tribales de las cabilas de la región, hartos de la política de reclutamiento forzoso llevada a cabo por los franceses y animados por los éxitos de los Sanusíes en Tripolitania y Cirenaica, deciden sumarse al llamado a la Yihad del sultán otomano y tomar las armas contra los franceses. El levantamiento comienza en la región de Batna y rápidamente se propaga a otras áreas de Argelia, logrando reunir más de 4.000 tropas. El tamaño del alzamiento fue tal que obligó a los franceses a retirar tropas del frente occidental y llevarlas a Argelia. La represión fue brutal y luego de numerosas batallas el levantamiento terminó de ser aplastado en abril de 1917.
Animados por sus victorias y sabiendo que los franceses se hallaban ocupados combatiendo el levantamiento yihadista en Argelia, en 1915 los Sanusí invadieron el Túnez francés por el sur, pero a diferencia de todo el resto de los territorios que invadían, no encontraron el suficiente apoyo de la población local por lo que luego de unos meses retiraron sus tropas de vuelta a Tripolitania.
En 1916, el éxito de los sanusíes y el buen desempeño del alzamiento islámico en Argelia, llevó a que, en Níger, Ag Mohammed Wau Teguidda Kaocen, el jefe de la confederación tuareg de Ikazkazan organizara la Rebelión Tuareg y conquistara la mayor parte de Níger derrotando a los franceses que no pudieron recuperar las colonia hasta 1917.
En Sudán, las hostilidades tuvieron lugar entre los ingleses y el sultanato de Darfur, que se creía que había preparado una invasión de Egipto, para ser sincronizada con las operaciones de los sanusíes en la frontera occidental. El éxito de los sanusíes a través del interior llevó a la decisión de realizar la invasión preventiva del sultanato de Darfur en marzo de 1916 que en octubre cayó en poder del Imperio Británico y fue incorporado a la colonia de Sudán. Las Operaciones de los británicos se llevaron a cabo por hombres equipados con vehículos de motor, aeronaves y radios, que multiplican su eficacia y les permitieron con frecuencia sorprender a sus oponentes por la velocidad de sus maniobras.

## Cuerno de África
En el Cuerno de África, el sultanato Derviche se encontraba en expansión, poseyendo la enorme Región de Jijiga, arrebatada a los etíopes en 1900 y luego conquistando a los italianos el valle de Nugaal y otros territorios que fueron devueltos a los italianos a cambio de Nugaal y el reconocimiento del sultanato en 1905. En 1908, los derviches invadieron la Somalilandia británica y comenzaron a infligir grandes pérdidas a los británicos en las regiones interiores de la colonia. Los británicos se retiraron a las regiones costeras, dejando las caóticas regiones interiores en manos de los derviches. En 1913 las tropas británicas volvieron a intentar recuperar el interior de la Somalilandia británica, pero los derviches derrotaron a las fuerzas británicas en la batalla de Dul Madoba ese mismo año. En marzo de 1914, los derviches atacaron Berbera, la capital de la Somalilandia británica, lo que provocó un pánico considerable. Durante la Primera Guerra Mundial cuatro expediciones británicas se enviaron contra el sultán Hassan y sus soldados, pero todas fueron derrotadas; durante este tiempo, el sultanato Derviche contó con el apoyo y el reconocimiento de las Potencias Centrales. Durante el conflicto el control británico se limitó a la capital Berbera y sus alrededores. En 1920, las fuerzas británicas lanzaron una campaña final contra el sultanato  Derviche, las fuerzas británicas estaban dirigidas por la Royal Air Force y el componente terrestre incluía el Somaliland Camel Corps. Los derviches finalmente fueron derrotados, lo que puso fin al penúltimo estado independiente de África.

## Tras la guerra
La "Gran Guerra" marcó el fin del breve Imperio alemán de ultramar. Reino Unido, Francia, Bélgica, Portugal y la Unión Sudafricana se repartieron las colonias alemanas de África. También significó el fin de las colonias turcas en África, en el tratado de Lausana Turquía tuvo que reconocer la independencia de Egipto y la pérdida de sus derechos en Tripolitania, Cirenaica y Fezán en favor de Italia.